# Lengyel filmművészet
A lengyel filmművészet Európa egyik legjelentősebb filmművészete. Legnagyobb korszakát 1956 és a hatvanas évek végére, majd az 1980 és 89 közötti évekre datálja a szakirodalom.

## 1956 - 1968: az új lengyel filmiskola
Bár született néhány figyelemre méltó, értéket sem nélkülöző film az ötvenes években (Aleksander Ford néhány műve), mint a többi kelet-közép európai filmgyártást, a lengyelt is uralmába kerítette a politikai illusztráció, a sematizmus, a hamisság. A Łódz-i Filmfőiskola és filmgyár addig is Kelet-Európa fontos filmközpontjának számított, de a Sztálin halála utáni, majd az 1956-os politikai változások gyorsan éreztették felszabadító hatásukat a szabadabbá vált kulturális életben is.
1956 körül több jelentékeny új alkotó lépett színre: elsősorban Jerzy Kawalerowicz, Andrzej Wajda és Andrzej Munk. Ekkor indult vagy teljesedett ki néhány kiváló színész pályája: Zbygniew Cybulski, Gustaw Holoubek, Andrzej Pawlikowski, Andzej Łapiński, Beata Tyszkiewicz, Barbara Lass-Kwiatkowska.
- Az új lengyel filmiskola mára klasszikussá vált korabeli főművei:
  - 1954: Andrzej Wajda: A mi nemzedékünk (Pokolenie)
  - 1956: Andrzej Munk: Ember a vágányon (Człowiek na torze)
  - 1956: Jerzy Kawalerowicz: Árnyék (Cień)
  - 1956: Andrzej Wajda: Csatorna (Kanal)
  - 1957: Andrzej Munk: Eroika (Eroica)
  - 1958: Andrzej Wajda: Hamu és gyémánt (Popiół i diament)
  - 1958: Tadeusz Konwicki: A nyár utolsó napja (Ostatni dzień lata)
  - 1958: Wójciech Has: Pozegnania (Búcsú)
  - 1958: Kazimierz Kutz: Krzyz walecznych (Kitüntetés)
  - 1959: Jerzy Kawalerowicz: Éjszakai vonat (Pociąg)
  - 1960: Andrzej Munk: Kancsal szerencse ( Zezowate szczęście)
  - 1960: Jerzy Kawalerowicz: Mater Johanna (Matka Joanna od aniołów)
  - 1961: Andrzej Wajda: Lotna
  - 1962: Andrzej Wajda: Sámson
  - 1963: Andrzej Munk: Egy nő a hajón (Pasażerka)
  - 1964: Roman Polański: Kés a vízben
  - 1965: Tadeusz Konwicki: Salto
  - 1965: Wójciech Has: A kis lovag (Zaragozában talált kézirat)
  - 1965: Andrzej Wajda: Hamvak

- A hatvanas évek második felében már érződik az egész lengyel kulturális életben a reform elszürkülése, így a lengyel film is szürkébbé, kevésbé kísérletezővé vált; ugyanakkor néhány jelentékeny és igényes nagy költségű és nagy bevételű közönségsiker is születik, elsősorban Kawalerowicz műve, A fáraó. Balesetben meghal Zbygniew Cybulski, egy korszak jelképe. Wajda az ő emlékére rendezi Minden eladó c. filmjét, amelyben feltűnik a következő évtizedek nagy színésze, Daniel Olbrychski. Már a hatvanas évek közepén külföldre távozik Roman Polański, majd nem sokkal későbbJerzy Skolimowski. Visszatekintve, ekkor zárul az új lengyel filmművészet első nagy korszaka. A hetvenes években azonban változatlan erővel folytatódik Andrzej Wajda pályája, és néhány jelentős új rendező (Krzysztof Zanussi, Krzysztof Kieślowski) csatlakozik hozzá.

- Ugyancsak az 1956-ot követő periódusban bontakozott ki a hamar világhírűvé vált, és számtalan díjat nyert lengyel animációs filmművészet is, melynek legismertebb alkotásai:

DOM - A HÁZ
(Walerian Borowczyk és Jan Lenica, 1958)
LABIRYNT - LABIRINTUS
(Jan Lenica, 1962);
FOTEL
(Daniel Szczechura, 1963);
CZERWONE I CZARNE - VÖRÖS ÉS FEKETE
(Witold Giersz, 1963);
KLATKI - RÁCSOK
(Mirosław Kijowicz, 1966);
WSZYSTKO JEST LICZBĄ - MINDEN SZÁM
(Stefan Schabenbeck, 1966);
APEL - APPEL
(Ryszard Czekała, 1971);
TANGO - TANGÓ
(Zbigniew Rybczyński, 1980)